# Emirates Office Tower
Emirates Office Tower, hay Emirates Tower One, là một nhà chọc trời cao 54 tầng nằm trên đường Sheikh Zayed ở thành phố Dubai thuộc Các Tiểu vương quốc Ả Rập Thống nhất. Tòa nhà này nối liền với cao ốc Khách sạn Jumeirah Emirates Towers tạo thành tổ hợp nhà chọc trời Emirates Towers. Emirates Office Tower có chiều cao tổng cộng 354,6 m trong đó chiều cao đến mái là 311 m; với chiều cao này, hiện nay tòa nhà xếp thứ 53 trong danh sách các tòa nhà cao nhất thế giới.